# Katoikia

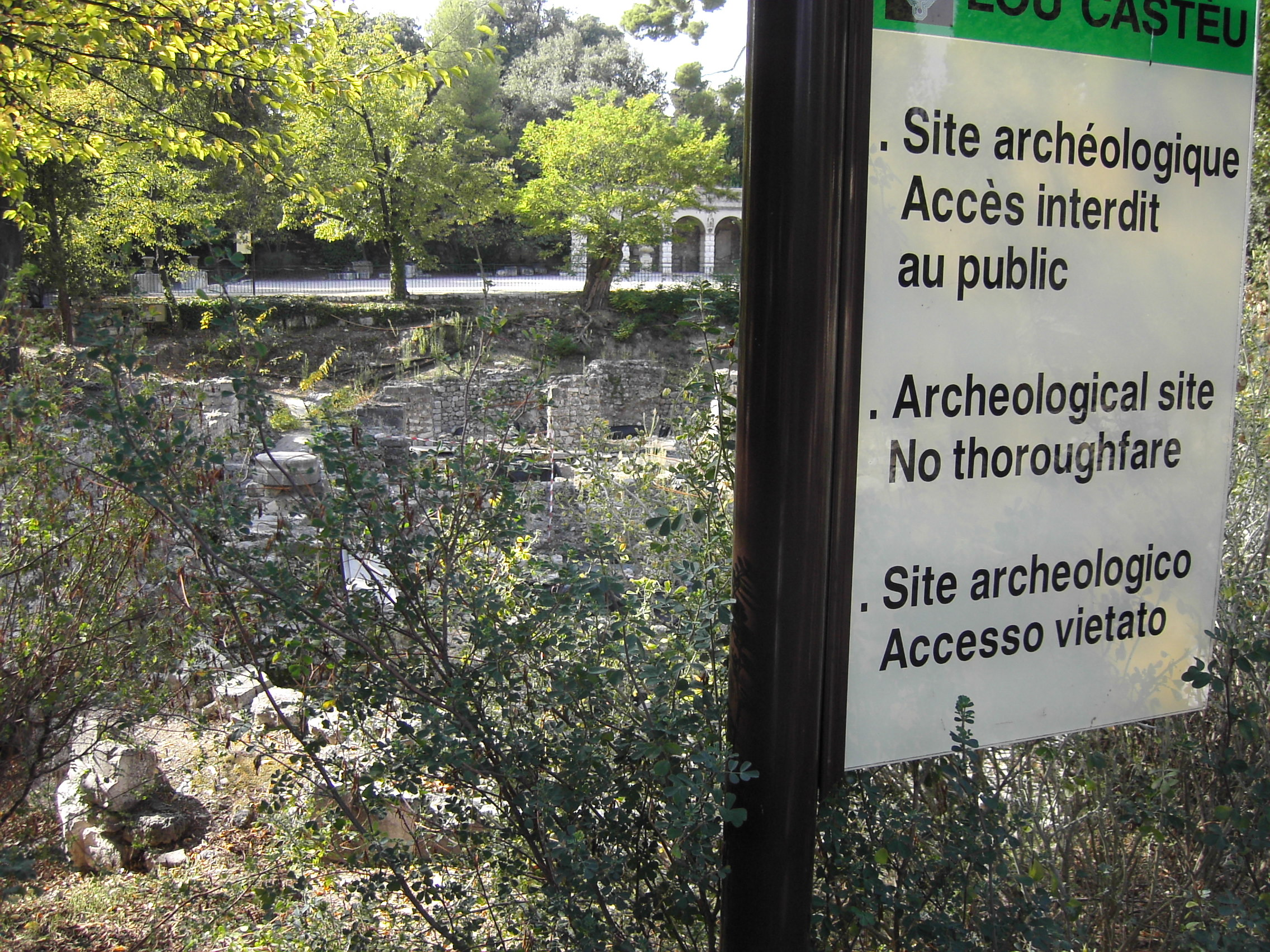
Les fouilles archéologiques de la colline du Château à Nice : site présumé de Nikaïa.

Dans l'Antiquité, les katoikia (en français : résidence ou colonie) sont des comptoirs.
On nomme ainsi les comptoirs fondés par Massalia, cité fondée elle-même par Phocée en Asie mineure. Ils sont différents des colonies grecques, car ils ne disposent d'aucune autonomie. Les katoikia de Massalia sont principalement Olbia (à Hyères), Nikaïa (à Nice)[réf. nécessaire]. 
On nomme de la même façon des colonies macédoniennes en Asie mineure,. Ainsi, Jordanidès Eustratios mentionne en 1905 une inscription relative à une « nouvelle katoikia » dans la vallée du Caÿstre (en Turquie actuelle, près du site d'Éphèse). 